# Міністерство культури Таджикистану
Міністерство культури Республіки Таджикистан (тадж. Вазорати фарҳанги Ҷумҳурии Тоҷикистон) — центральний орган виконавчої влади Республіки Таджикистан , що відповідає за розробку та реалізацію державної політики та правове регулювання діяльності у сфері культури, мистецтва, видавничої справи та авторського права.
Міністерство культури діє на основі Конституції Республіки Таджикистан, конституційних законів Республіки Таджикистан, законів Республіки Таджикистан, указів Президента Таджикистану, постанов Уряду Республіки Таджикистан, Палати представників та Національної ради Вищих зборів Республіки Таджикистану, міжнародно-правових документів, які визнані Республікою Таджикистан.

## Історія
У травні 1938 року в Таджикистані створили Будинок народної творчості, який відповідав за управління закладами культури, театрами, культурно-розважальними парками, червоними чайханами, бібліотеками та надавав методичні консультації. Зі збільшенням культурно-розважальних установ зріс попит на їхнє управління та керівництво. Тому 1944 року рішенням Ради Народних Комісарів при Уряді Таджицької РСР створили Відділ мистецтв, який очолив молодий поет Мірзо Турсунзаде. 25 квітня 1953 р. на базі Управління мистецтв створили Міністерство культури Таджикистану. У короткий термін структура міністерства, його відділи та підструктури були організовані та реорганізовані та розпочали роботу. У 1995 році внаслідок об'єднання Міністерства культури, друку та новин, Комітету з телерадіомовлення та кінематографії створили Міністерство культури та інформації, яке наприкінці 1997 року назвали Міністерством культури.

## Міністри
- Муса Раджабов (1953—1955);
- Касым Хакимзаде (1955—1958);
- Алікул Імамов (1958—1961);
- Мірзо Рахматов (1961—1966);
- Мехрубон Назаров (1966—1979);
- Султан Мірзошоєв (1979—1987);
- Нур Табар (1987—1990);
- Тамара Абдушукурова (1990—1992);
- Ато Хамдам (1992—1995);
- Бобохон Махмадов (1995—2001);
- Абдурахім Рахімов (2001);
- Караматулло Олімов (2001—2004);
- Раджабмад Аміров (2004—2006);
- Мірзошахрух Асрарі (2006—2013);
- Шамсиддін Орумбекзода (2013—2020);
- Зульфія Давлатзода (2020—2024);
- Чинним міністром культури з 29 січня 2024 року є Матлубахон Сатторіон.[2]